# Salon de Bruxelles de 1811
Le Salon de Bruxelles de 1811 est la première édition du Salon de Bruxelles, exposition périodique d'œuvres d'artistes vivants. Il a lieu en 1811, du 4 novembre au 17 novembre 1811 dans les anciens appartements du palais de Charles de Lorraine à Bruxelles, à l'initiative de la Société de Bruxelles pour l'encouragement des beaux-arts, sous la présidence de Charles-Joseph d'Ursel, maire de la ville.

## Organisation

### Souscriptions
Au début de l'année 1811, alors que la ville de Bruxelles devient propriétaire du musée de Bruxelles, alors situé dans les anciens appartements du palais de Charles de Lorraine, le duc d'Ursel, maire de la ville et président de la Société de Bruxelles pour l'encouragement des beaux-arts, envoie une circulaire contenant une invitation à faire colporter des listes de souscriptions et engageant les destinataires à s'associer de la sorte au succès du concours de peinture et de sculpture projeté à la fin de l'année courante. 
Charles-Joseph d'Ursel justifie la tenue d'une telle manifestation à Bruxelles car les villes flamandes de Gand et d'Anvers viennent de créer leur propre salon encourageant la peinture, l'architecture et la sculpture. Les médailles de prix seront assorties d'une somme d'argent : peinture (800 francs), sculpture (600 francs) et paysage (600 francs).
Les souscripteurs, qui se comptent par centaines, sont des artistes reconnus, des notables et des citoyens de la ville.

### Jury d'artistes
Le jury comprend les artistes suivants : Pierre Joseph Célestin François, Jacques-Joseph Lens, Jean De Landtsheer, Jean-Baptiste De Roy, François-Joseph Janssens, Charles Pierre Verhulst, Ghislain-Joseph Henry, Henri Van Assche et Jean-Alexandre Werry.

## Œuvres exposées

### Caractéristiques
Dans ce salon figurent des portraits, des aquarelles, des peintures sur porcelaine, des miniatures, de nombreux dessins, des ouvrages en cheveux, des découpures de papier, quelques sculptures, des gravures, des médailles et des projets d'architecture. 
Les œuvres les moins nombreuses sont les tableaux : de rares pages de peinture religieuse (Jean De Landtsheer, Ferdinand-Marie Delvaux, André Corneille Lens et Joseph Paelinck) ou de sujets mythologiques, aucun sujet dit de genre, pas d'épisodes de mœurs mis en action, un petit nombre de paysages (Julien Ducorron) et de tableaux de fleurs (Jean-Baptiste Desprets (d) et Michel Joseph Speeckaert (d)).

### Résultats
Lors de la séance du 17 novembre 1811, à la mairie de Bruxelles, sous la présidence de Charles Van Hulthem, et en présence d'une quarantaine d'artistes, parmi lesquels : Balthasar Ommeganck, Petrus van Regemorter, Germain Joseph Hallez, Joseph De Cauwer, Cornelis Cels, Bernard De Noter, les prix suivants, parmi les 411 objets exposés, sont octroyés  :

#### Peinture
- Sujet : Agar et son enfant renvoyés par Abraham.
- Prix : 1er : Jean-Bruno Gassies, 2e : Pierre-Jérôme Lordon.

#### Paysage
- Sujet : Une belle matinée d'automne.
- Prix : Ignace van Regemorter.

#### Sculpture
- Sujet : Un modèle en terre cuite qui représente La Sculpture ciselant le buste de Rubens.
- Prix : Guillaume Huygens (né à Bruxelles le 22 novembre 1772 et mort dans la même ville 26 décembre 1820), élève de Gilles-Lambert Godecharle, à Bruxelles[5].

#### Architecture
- Sujet : Un Hôtel des Monnaies.
- Prix : Louis Charles Louyet (né à Bruxelles le 8 juillet 1785), ingénieur et architecte.

#### Dessin
- Sujet : Junius Brutus jurant, sur le corps de Lucrèce, de chasser les Tarquins de Rome.
- Prix : médaille d'honneur : 1er : François-Joseph Navez, 2e : Pierre Jean Baptiste Leroy (d) (né à Namur le 27 juillet 1771, réside à Bruxelles depuis 1780).

#### Postérité des œuvres lauréates
Le tableau de Jean-Bruno Gassies est encadré aux frais de la société organisatrice, le dessin de François-Joseph Navez devient, pour douze louis, la propriété de la société.

## Catalogue
- Explication des ouvrages de peinture, sculpture, architecture, gravure et dessin, exécutés par des artistes vivans, et exposés, nov. 1811.